# James Frawley
Pour les articles homonymes, voir Frawley.
James Frawley est un réalisateur, acteur et producteur américain né le 29 septembre 1936 à Houston, au Texas (États-Unis) et mort le 22 janvier 2019 à Indian Wells en Californie.

## Filmographie

### Réalisateur

#### Cinéma
- 1971 : The Christian Licorice Store (en)
- 1973 : Kid Blue (en)
- 1976 : Le Bus en folie (The Big Bus)
- 1979 : Les Muppets, le film (The Muppet Movie)
- 1985 : Vacances de folie

#### Télévision
- 1966-1968 : Les Monkees (série) 28 épisodes
- 1966 : That Girl (en) (série)
- 1975 : Delancey Street: The Crisis Within
- 1977 : All That Glitters (en) (série)
- 1977 : Columbo : Le Mystère de la chambre forte (Try and Catch Me)
- 1978 : Columbo (série), saison 7, épisode 3 : Meurtre parfait (Make Me a Perfect Murder)
- 1978 : Columbo : Jeu de mots (How to Dial a Murder) (Série)
- 1978 : The Eddie Capra Mysteries (en) (série)
- 1980 : Gridlock (en)
- 1981 : Monsieur Merlin (Mr. Merlin) (série)
- 1982 : Cagney et Lacey (série)
- 1982 : Jake Cutter (Tales of the Gold Monkey) (série)
- 1982 : Devlin Connection (en) (The Devlin Connection) (série)
- 1983 : Wizards and Warriors (en) (série)
- 1983 : Wishman (en)
- 1984 : The Outlaws
- 1985 : The Steel Collar Man
- 1986 : Adam's Apple
- 1987 : Warm Hearts, Cold Feet
- 1987 : The Saint in Manhattan
- 1987 : La loi est la loi (Jake and the Fatman) (série)
- 1987 : Assault and Matrimony
- 1988 : Spies, Lies & Naked Thighs
- 1989 : Columbo : Ombres et lumières (Murder, Smoke and Shadows) (Série)
- 1989 : Columbo : Fantasmes (Sex and the Married Detective) (Série)
- 1989 : Columbo : Portrait d’un assassin (Murder, a Self Portrait) (Série)
- 1990 : The Trials of Rosie O'Neill (en) (série)
- 1990 : L'Escroc et moi (The Secret Life of Archie's Wife)
- 1992 : Melrose Place (série)
- 1992 : Un drôle de shérif (Picket Fences) (série)
- 1993 : South Beach (en) (série)
- 1994 : La cavale infernale (en) (Another Midnight Run)
- 1994 : Chicago Hope : La Vie à tout prix (série)
- 1994 : Earth 2 (série)
- 1994 : Cagney et Lacey - Les retrouvailles (Cagney & Lacey: The Return)
- 1995 : Fausse piste (The Shamrock Conspiracy)
- 1995 : Courthouse (en) (série)
- 1995 : Central Park West (série)
- 1995 : The Client (en) (série)
- 1995 : American Gothic (série)
- 1996 : Harrison: Cry of the City
- 1996 : Flic de mon cœur (en) (The Big Easy) (pilote série)
- 1997 : The Practice : Donnell et Associés (série)
- 1997 : Sins of the Mind (en)
- 1997 : Ally McBeal (pilote série)
- 1997 : On the 2nd Day of Christmas (en)
- 1998 : Ultime Recours (Vengeance Unlimited) (série télévisée)
- 1998 : Mr. Headmistress
- 1999 : Jack and Jill (Jack & Jill) (pilote série)
- 2000 : Les Trois Stooges (The Three Stooges)
- 2000 : That's Life (en) (série)
- 2000 : Ed (pilote série)
- 2001 : Kate Brasher (en) (pilote série)
- 2001 : Voleurs de charme (Thieves) (pilote série)
- 2002 : Nancy Drew, journaliste-détective

### Acteur

#### Cinéma
- 1963 : Ladybug Ladybug (en) : Camionneur
- 1964 : Le trouble-fête (en) (The Troublemaker) : Sal Kelly / Sol Kelly / Judge Kelly
- 1966 : Wild Wild Winter (en) : Stone
- 1976 : Tracks (en)
- 1979 : Les Muppets, le film (The Muppet Movie) : Waiter

#### Télévision
- 1978 : Columbo (série), saison 7, épisode 3 : Meurtre parfait (Make Me a Perfect Murder) : Roarke
- 1994 : La cavale infernale (en) (Another Midnight Run) : homme de l'aéroport